# École royale des élèves protégés
L’École royale des élèves protégés est une école française, active de 1748 à 1775.

## Historique
L'école est créée en 1748, sous la direction de Charles Antoine Coypel, par le roi de France Louis XV afin de permettre aux lauréats du grand prix de l’Académie royale de peinture et de sculpture de passer trois ans d'études « particulières » sous la conduite d’un peintre (Carle Van Loo) et d’un professeur pour l’Histoire, la Fable et la Géographie, qui sera Michel-François Dandré-Bardon en 1749, avant d’effectuer le traditionnel séjour de l’Académie de France à Rome. Les lettres patentes accordées le 4 juin 1748, l’ouverture de l’école eut lieu le 1er janvier 1749.
Il existait déjà un système de bourses permettant à six élèves parmi| la centaine d’inscrits d’assister à l’étude du modèle, juste après les fils d’académiciens, dans l’amphithéâtre de l’Académie. En outre, ces élèves recevaient du roi une bourse de 300 livres pendant trois ans. Cependant, la faiblesse des résultats aux concours incita Coypel, alors directeur de l’Académie royale à suggérer, en 1747, au directeur général des Bâtiments d’imposer une étape supplémentaire de trois ans aux protégés avant leur départ pour Rome.
Elle accueillait pour trois ans six élèves de l’Académie, avec une petite pension du roi. Les membres de la noblesse recrutés à l’Académie comme associés libres ne pouvaient cependant voir d’un bon œil l’admission de protestants, de francs-maçons ou le soutien aux nouveaux principes esthétiques importés de Rome par ces élèves.
Ils réussirent à saper le soutien à l’École qui dut fermer en 1775, après avoir formé plusieurs artistes de renom comme Jean-Honoré Fragonard.